# سبرينغ فالي (نيويورك)
سبرينغ فالي (بالإنجليزية: Spring Valley)‏ هي قريةفي ولاية نيويورك الأمريكية.
يبلغ عدد سكانها حسب تعداد سنة 2000: 25,565 نسمة. ويبلغ عددهم حسب تقدير 2007 حوالي:26,285 نسمة.

## أعلام
- جوليانا مارغوليس
- تيم ماكان
- زيكي زاولوك
- جون هارفي
- فيل بوغل
- دانيال كارتر بيرد
- هيلين دينغكام